# Pingasa multispurcata
Pingasa multispurcata är en fjärilsart som beskrevs av Louis Beethoven Prout 1913. Pingasa multispurcata ingår i släktet Pingasa och familjen mätare. Inga underarter finns listade i Catalogue of Life.